# (38498) 1999 TX148
1999 TX148 (asteroide 38498) é um asteroide da cintura principal. Possui uma excentricidade de 0.16455150 e uma inclinação de 2.80959º.
Este asteroide foi descoberto no dia 7 de outubro de 1999 por LINEAR em Socorro.